# Харли Квин
Харли Квин (Харлин Френсис Квинзел) је измишљени зликовац који се појављује у америчким стриповима које издаје компанија ДЦ Стрипови. Лик су измислили Пол Дини и Брус Тим, и први пут се појавио у Бетмен: анимирана телевизијска серија у септембру 1992. године. Она се касније налази у ДЦ стрипу Бетмен стрипова, као лик који се први пут појављује у Бетменовим авантурама #12 (септембар 1993).
Харли је Квин је чест саучесник и љубавник Џокера, са којим се упознала док је радила као психолог у Готам Ситију у лудници Архем, где је Џокер пацијент.
Лику је првобитно глас дала Арлин Соркин. Од тада, глас је такође дала и Хајден Волч и Тара Стронг у сваким ДЦ анимираним филмовима или у разним видео играма. У серији Птица грабљивица, Миа Сара је тумачила улогу Харли Квин. Лик је направио свој деби на платну у 2016. години филмом Одред отписаних, чији је лик тумачила Марго Роби, која се такође појавила у филмовима Птице грабљивице (2020) и Одред отписаних: Нова мисија (2021).

## Историја

### Стварање

#### Увод
Харли Квин се први пут појављује у Бетмен: анимирана телевизијска серија у епизоди „Џокерова корист”, као оно што је првобитно требало да буде, епизодна улога; неколико полицајаца је требало да отме неко ко је искакао из торте, и одлучили су да би било превише чудно да то Џокер сам уради, иако је на крају ипак то он урадио. Дини је створио помоћницу Џокера, која ће постати његова симпатија. Арлин Соркин, бивша звезда сапунице „Дани наших живота”, у једној сцени ове серије појавила се у сну, у којој је она била обучена у одело дворске луде; Дини користи ову сцену као инспирацију за Квин. Будући да су Соркин и Дини били пријатељи са колеџа, он је у лик уградио одређене аспекте њене личности. Лик Харли Квин је такође био инспирисан „бурном (али ненасилном) везом” заједничке пријатељице, по речима Тима.
Харли је први пут приказана у црно и црвено шари одела дворске луде, са белом шминком за лице и црном домино маском. Говорећи са израженим североисточним нагласком, Харли се Џокеру обраћа са Господин Цеј и Падин, речи нежности, који је касније су коришћене у скоро сваком делу у коме се ова два лика се појављују.

## У медијима

### Тв

#### Анимација
- Харли Квин је дебитовала у Бетмен: анимирана телевизијска серија у епизоди, „Џокерова корист”, глас је дала Арлин Соркин.
- Харли Квин се појављује у цртаном филму Бетмен, глас даје Хајден Валч.
- Харли Квин се појављује у Бетмен: храбри и храбар, текст у говор Меган Стејнџ. Ова верзија је помоћница Џокера, чије је одело по узору на жене 1920-их.
- Харли Квин се појављује у Џастис лиг екшн, глас даје Тара Стронг.

##### Веб серија
- Харли Квин се појављује у првој епизоди веб серије Лига правде: Богови и Чудовишта хронологија, у којој она отима и сакати непознат број људи, и прави играчке и лутке од њиховог тела. Она се бори са Бетменом након што је ослобађа њену последњу жртву и предаје се, само да би касније њена крв била исисана и могуће убијена након што јој Бетмен открива своје очњаке. Глас јој је дала Тара Стронг, наставивши своју улогу у Аркаму.
- Харли Квин појављује се у веб тв серији ДЦ супер херој девојке, у којој она похађа средњу школу за супер хероја и цимерка јој је Вондер Вумен. Тара Стронг јој поново даје глас.

### Филм

#### Обустављен филм
Пре објављивања Бетмен и Робин, Марка Протосевича је ангажовао Ворнер Брос за писање сценарија за пети Бетменов филм Бетмен ослобођен, сцениран од стране Џоел Шумахера, са Харли Квин и Страшилом као главним зликовцима у филму. Протосевич ју је написао као Џокерову ћерку која тражи освету за његову смрт.

#### ДЦ Проширен Универзум
Аустралијска глумица Марго Роби глуми Харлин Квинзел / Харли Квин У ДЦ проширеном универзуму, дебитује 2016. у филму Одред отписаних. У ретроспекцији показују да се др. Харлин Квинзел заљубила у Џокера као његов психијатар у лудници Аркам. Након што га је ослободила, Џокер је убедио да ускочи у каду пуну хемикалија, која га је створила, што је избелело њену кожу и тиме је чини својом љубавницом, Харли Квин. Харли помаже Џокеру у убиству Бетменовог партнера, Робина, пре него што их ухапсе и уцене да се придруже Аманда Волерс влади која се састоји од заробљених зликоваца. На крају филма, Џокер упада у Бел Риве затвор, да ослободи Харли, и они су се поново састали. Пол Дини, творац Харли Квин, рекао да је Роби сјајно одиграла своју улогу. Ворнер Брос је 2020. године објавио филм Птице грабљивице, који се врти око женских зликоваца Готам Сити Сајренс и у коме Роби репризира своју улогу.